# 中国热带作物学会
中国热带作物学会是中华人民共和国热带作物科技工作者组成的群众性学术团体，是中国科学技术协会主管的社会团体，1978年12月成立。